# Джаковац, Ифет
Ифет Джаковац (босн. Ифет Ђаковац; род. 5 декабря 1997, Сеница, Златиборский округ) — боснийский футболист, нападающий клуба «Акрон» и сборной Боснии и Герцеговины.

## Клубная карьера
Джаковац — воспитанник клубов «Слобода», «Нови-Пазар» и «Партизан». В 2016 году Ифет подписал контракт с «Златибором» в составе которого отыграл сезон. В 2017 году игрок перешёл в «Тутин». В 2020 году Джаковац вернулся в «Златибор» и помог клубу выйти в элиту. 31 июля в матче против «Спартака» из Суботицы он дебютировал в сербской Суперлиге. В начале 2021 года Джаковац подписал контракт с ТСЦ. 5 февраля в матче против «Войводины» он дебютировал за новую команду. 16 апреля 2022 года в поединке против «Чукарички» Ифет сделал «дубль», забив свои первые голы за ТСЦ. В 2023 году в матчах Лиги Европы против греческого «Олимпиакоса» игрок забил по голу.
В начале 2025 года Джаковац подписал контракт с тольятинским «Акроном». 1 марта в матче против «Пари Нижний Новгород» он дебютировал в РПЛ.

## Международная карьера
19 ноября 2024 года в матче Лиги Наций против сборной Нидерландов Джаковац дебютировал за сборную Боснии и Герцеговины.